# Иорданское
Иорданское или Нижнее или Опечень-1 (укр. Йорданське) — озеро, расположенное на территории Оболонского района города Киева. Площадь — 0,15 км² (15,3 га). Тип общей минерализации — пресное. Происхождение — антропогенное. Группа гидрологического режима — бессточное.

## География
Длина — 0,79 км. Наибольшая ширина — 0,24 км. Озеро не используется.
Расположено на правом берегу Днепра южнее 2-го микрорайона жилого массива Оболонь: севернее проспекта Степана Бандеры (Московский), южнее и западнее улицы Иорданская (Лайоша Гавро) и восточнее Оболонского проспекта. Одно из системы озёр Опечень. Северо-западнее расположено озеро Кирилловское, восточнее — озеро Вербное, южнее — станция метро «Почайна».
Озёрная котловина неправильной формы, вытянутая с северо-запада на юго-восток. Озеро создано в результате заполнения водой карьера гидронамыва, созданный при строительстве прилегающего жилого района Оболонь. До сооружения дамбы с туннелем Оболонско-Теремковской линии Киевского метрополитена, Кирилловское и Иорданское озёра были единым водоёмом. Берега пологие, поросшие камышовой растительностью. Окружено зелёной зоной.
Рыбы много: карась, лещ, окунь, щука, судак, линь, карп.
Озеро загрязнено, как и другие озёра системы Опечень, из-за сброса технических вод с предприятий и жилой застройки Шевченковского, Подольского, Оболонского районов.